# مراد خانلو (مياندوآب)
مراد خانلو هي قرية في مقاطعة مياندوآب، إيران. عدد سكان هذه القرية هو 633 في سنة 2006.